# Petra Hielkema
Petra Hielkema (* 1972) ist eine niederländische Verwaltungsbeamtin. Nach Tätigkeiten als Leiterin der Versicherungsaufsicht bei der De Nederlandsche Bank wurde sie 2021 zur Vorsitzenden der Europäischen Aufsichtsbehörde für das Versicherungswesen und die betriebliche Altersversorgung (EIOPA) gewählt.

## Werdegang
Hielkema studierte zwischen 1991 und 1996 Russlandstudien an der Universität Leiden. Nach Tätigkeiten für die jeweiligen kasachischen Niederlassungen bzw. Netzwerkgesellschaften der international tätigen US-Anwaltskanzlei Pepper Hamilton und der Wirtschaftsprüfungs- und Beratungsgesellschaft PricewaterhouseCoopers International in Almaty studierte sie ab 2000 im Erasmus-Programm Rechts- und Wirtschaftswissenschaft an der Universität Hamburg sowie der Erasmus-Universität Rotterdam.
Nach Abschluss des Studiums war Hielkema kurzzeitig USAID-finanziert als Expertin für das Büro des kirgisischen Präsidenten tätig. Nach kurzer selbständiger Beratungstätigkeit trat sie 2007 in den Dienst der niederländischen Zentralbank. Dort durchlief sie verschiedene Rollen, ehe sie ab 2020 als Direktorin die Versicherungsaufsicht verantwortete. Als niederländische Vertreterin saß sie zwischen 2007 und 2013 in verschiedenen Arbeitsgruppen der EIOPA bzw. dem Ausschuss der Europäischen Aufsichtsbehörden für das Versicherungswesen und die betriebliche Altersversorgung als Vorgänger der Behörde. Zwischen 2013 und 2015 war sie stellvertretendes Mitglied im EIOPA-Board sowie zeitgleich in verschiedenen Komitees der International Association of Insurance Supervisors. Anschließend nahm sie verschiedene Tätigkeiten in Gremien der Europäischen Zentralbank und des Financial Stability Board auf. 2020 kehrte sie als stellvertretendes Mitglied ins EIOPA-Board zurück und war gleichzeitig Leiterin des politischen Lenkungsausschusses. Im Mai 2021 wurde sie mit Amtsantritt zum 1. September zur neuen Leiterin der europäischen Versicherungsaufsichtsbehörde ernannt. Sie tritt die Nachfolge des Gründungsdirektors Gabriel Bernardino an, dessen Aufgaben nach seinem Ausscheiden zum 28. Februar interimistisch  Peter Braumüller übernommen hatte, und wird das Amt für einen Zeitraum von fünf Jahren mit der Möglichkeit einer weiteren Amtszeit ausüben.